# Turkmenistan ai Giochi della XXIX Olimpiade
Il Turkmenistan ha partecipato ai Giochi della XXIX Olimpiade di Pechino, svoltisi dall'8 al 24 agosto 2008, con una delegazione di 10 atleti.

## Atletica leggera
| Gara                | Atleta             | Qualificazioni | Qualificazioni | Finale | Finale |
| Gara                | Atleta             | Misura         | Pos.           | Misura | Pos.   |
| ------------------- | ------------------ | -------------- | -------------- | ------ | ------ |
| Lancio del martello | Amanmurad Hommadov | nessuna misura | -              |        |        |

| Gara  | Atleta             | Batterie | Batterie | Quarti | Quarti | Semifinali | Semifinali | Finale | Finale |
| Gara  | Atleta             | Tempo    | Pos.     | Tempo  | Pos.   | Tempo      | Pos.       | Tempo  | Pos.   |
| ----- | ------------------ | -------- | -------- | ------ | ------ | ---------- | ---------- | ------ | ------ |
| 100 m | Valentina Nazarova | 11"94    | 6        |        |        |            |            |        |        |

## Judo
| Gara            | Atleta                | Tabellone principale                    | Tabellone principale | Tabellone principale | Tabellone principale | Tabellone principale | Ripescaggi                                | Ripescaggi | Ripescaggi | Ripescaggi |
| Gara            | Atleta                | Sedicesimi                              | Ottavi               | Quarti               | Semifinali           | Finale               | 1º turno                                  | Quarti     | Semifinali | Finale     |
| --------------- | --------------------- | --------------------------------------- | -------------------- | -------------------- | -------------------- | -------------------- | ----------------------------------------- | ---------- | ---------- | ---------- |
| 66 kg maschile  | Guvanch Nurmuhammedov | Chol Min Pak (Corea del Nord) 0000-1000 |                      |                      |                      |                      | Giovanni Nicola Casale (Italia) 0002-0012 |            |            |            |
| 70 kg femminile | Nasiba Surkieva       | Ronda Rousey (Stati Uniti) 0000-1010    |                      |                      |                      |                      |                                           |            |            |            |

## Nuoto
| Gara                         | Atleta           | Batterie | Batterie | Semifinali | Semifinali | Finale | Finale |
| Gara                         | Atleta           | Tempo    | Pos.     | Tempo      | Pos.       | Tempo  | Pos.   |
| ---------------------------- | ---------------- | -------- | -------- | ---------- | ---------- | ------ | ------ |
| 50 m stile libero maschili   | Andrey Molchanov | 25"02    | 64       |            |            |        |        |
| 100 m stile libero femminili | Olga Hachatryan  | 1'14"77  | 48       |            |            |        |        |

## Pugilato
| Gara        | Atleta            | Sedicesimi                   | Ottavi | Quarti | Semifinali | Finale |
| ----------- | ----------------- | ---------------------------- | ------ | ------ | ---------- | ------ |
| Pesi welter | Aliasker Bashirov | Jaoid Chiguer (Francia) 6-17 |        |        |            |        |

## Sollevamento pesi
| Gara  | Atleta                  | Strappo | Strappo | Slancio | Slancio | Totale       | Posizione    |
| Gara  | Atleta                  | Ris.    | Pos.    | Ris.    | Pos.    | Totale       | Posizione    |
| ----- | ----------------------- | ------- | ------- | ------- | ------- | ------------ | ------------ |
| 62 kg | Umurbek Bazarbayev      | 133     | 6       | 0       | -       | non concluso | non concluso |
| 62 kg | Tolkunbek Hudaybergenov | 126     | 14      | 162     | 7       | 288          | 7            |

## Tiro
| Gara                         | Atleta             | Qualificazioni | Qualificazioni | Finale    | Finale       | Finale |
| Gara                         | Atleta             | Punteggio      | Pos.           | Punteggio | Punt. totale | Pos.   |
| ---------------------------- | ------------------ | -------------- | -------------- | --------- | ------------ | ------ |
| Carabina 10 m aria compressa | Yekaterina Arabova | 376            | 47             |           |              |        |